# Fortul
Fortul är en kommun i Colombia.   Den ligger i departementet Arauca, i den centrala delen av landet, 300 km nordost om huvudstaden Bogotá. Antalet invånare är 21 851.